# قطعنامه ۶۳۵ شورای امنیت
قطعنامه  ۶۳۵ شورای امنیت سازمان ملل متحد که در تاریخ ۱۴ ژوئن ۱۹۸۹ تصویب شد، سندی بین‌المللی دربارهٔ تجارت مواد منفجره است. این قطعنامه طی نشست ۲۸۶۹ام با ۱۵ رای موافق، ۰ مخالف و ۰ ممتنع تصویب شد.